# Jásúdž
Jásúdž (persky یاسوج‎) je průmyslové město v pohoří Zagros v jihozápadním Íránu a správní město provincie Kohgíluje a Bójer-Ahmad. Město leží v nadmořské výšce 2 035 metrů a podle posledních odhadů v něm žije 136 509 obyvatel.

## Hospodářství
Hospodářství je založeno na výrobě cihel, krmiv, koberců a mozaikové dlažby. Do roku 2014 je zde plánováno postavení rafinerie na výrobu benzínu, topných olejů, petroleje asfaltu.